# Centro histórico de Zamora de Hidalgo
El Centro histórico de Zamora de Hidalgo es un área urbana donde se localiza patrimonio histórico y arquitectónico de carácter civil y religioso en la ciudad mexicana de Zamora de Hidalgo en el estado de Michoacán.  
Destacan testimonios arquitectónicos del siglo XIX y principios del siglo XX en estilos como el neoclásico, ecléctico y neogótico principalmente. De una época en que la ciudad tuvo un gran florecimiento económico que se vio reflejado en su urbanismo con obras de gran apreciación artística como lo es el centenario Teatro Obrero de Zamora de estilo neoclásico, muestras de fusión estilos como el Palacio Federal de Zamora de estilo eclético, incluso recintos de gran relevancia en cuanto a sus dimensiones como lo es el Santuario Guadalupano considerado el templo de estilo neogótico más grande del país, así como la iglesia con las torres más altas de México y uno de los templos más grandes del mundo.
Por otra parte el Centro histórico de Zamora también es un exponente de la historia de diversos personajes ilustres nacidos en la ciudad a lo largo de sus épocas. Actualmente el centro de la ciudad se encuentra inmenso en un proceso de mejora urbana, con fin turístico y cultural en el que destaca el denominado programa “Zamora Ciudad Luz” que brinda de iluminación escénica a los inmuebles históricos más representativos.

## Datos sobresalientes del centro histórico
- Testimonio de la arquitectura desarrollada en el siglo XIX y principios del XX en el país, con claros ejemplos de los estilos neoclásico, ecléctico y neogótico.
- Posee la muestra más completa y representativa de la arquitectura neogótica en México, el Santuario Guadalupano.
- Conserva el inmueble histórico en México con la mayor iluminación escénica tanto interna como externa.

## Generalidades
Zamora de Hidalgo es una ciudad fundada en el año de 1574 durante la época colonial española de México conocida como el Virreinato de Nueva España período en donde en la arquitectura imperó el estilo barroco en la construcción, sin embargo la mayoría de los sitios y monumentos del Centro Histórico de Zamora de Hidalgo que se conservan hoy en día datan de finales del siglo XIX y la primera década del siglo XX por lo que su arquitectura presenta estilos propios de la época, encontrándose principalmente testimonios del neoclásico y ecléctico, y en la arquitectura religiosa distinguidos ejemplos del estilo neogótico y neorrománico. Solo se conservan algunos recintos de estilo barroco que datan de la época colonial y otros de ellos fueron remodelados perdiendo su aspecto original.
La presencia de estos estilos arquitectónicos en el Centro Histórico de Zamora de Hidalgo se debe a que en esa época de finales del siglo XIX y la primera década del siglo XX, Zamora de Hidalgo tuvo un importante florecimiento económico y cultural a raíz de su desarrollo en la agricultura y el comercio, la introducción del ferrocarril, tranvía entre otras implementaciones lo cual se vio reflejado en su urbanismo. En ese periodo ocurrieron en la ciudad importantes obras de remodelación urbana, se trazaron nuevas calles, se edificaron nuevas construcciones inspiradas en los estilos de influencia europea en boga, incluso existieron proyectos que no se alcanzaron realizar y otros se quedaron inconclusos.
En esa época en México ocurría el periodo de gobierno del presidente Porfirio Díaz conocido como el Porfiriato, donde se implementaron en algunas ciudades del país diversas innovaciones e influencias europeas surgidas en la Segunda revolución industrial y en donde en la arquitectura se tuvo como modelo lo realizado en Francia de la Belle Époque. Después del Distrito Federal los estados donde más obras se construyeron fueron Puebla, Jalisco, Veracruz, Estado de México, Guanajuato, y Michoacán.
De esa época datan los inmuebles históricos más representativos de Zamora de Hidalgo, siendo algunos de ellos de gran valor histórico, artístico y arquitectónico como el Teatro Obrero de Zamora el cual es un teatro de ópera de estilo neoclásico, el Palacio Federal de Zamora el cual es un palacete de estilo ecléctico con elementos neoclásicos y neorrománicos, el Mercado Morelos de Zamora de estilo ecléctico, el cual representó una innovación para la ciudad al estar levantado esencialmente por una estructura de acero unida con remaches de acuerdo a la arquitectura del hierro surgida en Europa. En el ámbito de la arquitectura religiosa el centro histórico de la ciudad destaca por una obra monumental, el Santuario Guadalupano, el cual es un templo de grandes proporciones de estilo neogótico, posee las torres más altas de México (107,5 m) y es uno de los 15 templos más grandes del mundo.
Hoy en día el Centro Histórico de Zamora de Hidalgo presenta algunas alteraciones a raíz de la demolición o modificación de inmuebles que ocurrieron principalmente alrededor de la década de los años 70 del siglo XX, aunque en general se conserva su aspecto histórico. El centro de la ciudad no ha sido declarado zona de monumentos por el organismo gubernamental que regula y conserva los sitios y monumentos históricos en México el Instituto Nacional de Antropología e Historia (INAH). Sin embargo a la fecha se ha emprendido diversas acciones de conservación por las autoridades municipales y estatales como la restauración de inmuebles, peatonalización de calles con fin turístico (como lo fue el alrededor a la plaza de armas) y recientemente un ambicioso proyecto de iluminación escénica de los inmuebles más representativos.

## Historia

### El Centro histórico en la época colonial española
La cronología histórica de la conformación urbana del actual centro de la ciudad inicia con la fundación de la entonces Villa de Zamora en el siglo XVI durante la época del Virreinato de Nueva España.
En 1574 se fundó la Villa de Zamora en el amplio Valle del Tziróndaro “lugar o sitio de ciénagas”, que los españoles nombraron Valle de Zamora, a las márgenes del Río Yorecuahapundanapu “río que forma lagunas” que es el actual Río Duero, Michoacán. La villa recibió su nombre en homenaje a la ciudad de Zamora, España (Véase: Historia de Zamora).
La Villa de Zamora se originó como una población de españoles a quienes se les repartió tierras para el desarrollo de la agricultura en el fértil valle de la región. El terreno plano del valle permitió la traza urbana de la población con calles rectas teniendo como partida la delimitación de la plaza principal.
En 1580 se construyó una capilla a un costado de la plaza principal la cual sirvió de parroquia, En este mismo año se Fundó el Convento de San Francisco. que abarcaba desde la calle hidalgo, ocampo, aquiles serdan y Cazares. para 1681 ya se encontraba en mal estado esa capilla por lo que ese mismo año se mandó construir un nuevo templo parroquial para la villa. Por su parte la orden de los franciscanos fundaron al norte de la villa una parroquia dedicada a San Francisco de Asís en el que llamaron el “Barrio de San Francisco de los Tecos”, el cual fue un asentamiento independiente hasta 1740 en que se sumó a la Villa de Zamora, (en 1850 se derrumbó la capilla de los Tecos). En 1790 la Villa de Zamora contaba con 8 mil habitantes y las calles para entonces habían sido empedradas. Durante los años del Virreinato de Nueva España la Villa de Zamora no tuvo un crecimiento notable en su urbanismo. En 1791 se construye el Templo de San Francisco.

### El Centro histórico en la época del México independiente
En 1810 inició en el país el movimiento de la Independencia de México por Miguel Hidalgo y Costilla, quien en ese año cuando se dirigía a la ciudad de Guadalajara, Jalisco se alojó en la Villa de Zamora, siendo apoyado en la causa por los pobladores, Miguel Hidalgo en agradecimiento otorgó el título de “Ciudad” a la población. En 1827 la segunda legislatura de Michoacán ratificó el título de Ciudad de Zamora con el decreto N.º 10.
La segunda mitad del siglo XIX marco el inicio de un gran florecimiento económico en la Ciudad de Zamora a raíz del auge en la agricultura y el comercio, que se vio reflejado en el urbanismo. En 1863 el Papa Pío IX erigió el Obispado de Zamora Michoacán por lo que la ciudad necesitaba una sede catedralicia, la parroquia ubicada en la plaza principal fue convertida en catedral provisional mientras se construía una nueva.

### El Centro histórico en la época del Porfiriato
La época del Porfiriato en México (de 1876 a 1911) representó para varias ciudades del país un periodo de importante renovación urbana. En la Ciudad de Zamora en ese lapso de tiempo se acentuó su desarrollo económico de manera creciente. El periodo de gobierno del Presidente Porfirio Díaz tuvo una duración en los lapsos de los años (1876), (1877 – 1880) y (1884-1911); en 1910 estalló la Revolución mexicana que puso fin al régimen en 1911.
En 1877 Zamora tenía 12 mil habitantes. En ese entonces en la ciudad se implementaron importantes mejoras con el fin de modernizarla. En 1879 se introdujo un sistema de tranvía que comunicaba la ciudad de Zamora de Hidalgo y la vecina población de Jacona de Plancarte, la obra fue a iniciativa del sacerdote y benefactor José Antonio Plancarte y Labastida. En 1898 se introdujo el alumbrado público a la ciudad. En 1889 llegó el ferrocarril a Zamora al construirse el sistema férreo, así la ciudad quedó comunicada con Guadalajara, Jalisco, la Ciudad de México y la región del Bajío. Esto representó un despegue notable para Zamora al incrementase el comercio lo que se vio reflejado en el crecimiento de la ciudad y las nuevas construcciones que se edificaron.
- Proyecto del nuevo núcleo urbano

A finales del siglo XIX el clero local proyectó crear un nuevo núcleo urbano para la ciudad donde se construyera una nueva catedral acorde a la importancia que estaba cobrando la diócesis y la propia Ciudad de Zamora. Para la construcción de la nueva catedral se eligió un terreno al oriente de la ciudad, la cual se encontraba despoblado. Se buscaba crear un nuevo núcleo urbano que presidiaría la nueva catedral. Con el fin de unir de manera directa el nuevo centro con el antiguo, se abrió una nueva calle que inició a un costado del atrio del Templo de San Francisco y Templo de San Juan Diego hasta el atrio de la nueva catedral, vialidad que actualmente es la Calle Cázares. En 1898 se colocó la primera piedra de la nueva catedral, el proyecto se concibió como un recinto neogótico que sería de proporciones monumentales (Hoy en día es el Santuario Guadalupano). Más tarde como parte del plan urbano el clero zamorano mando edificar en esa misma área un teatro de ópera, el Teatro Obrero de Zamora construyéndolo a un costado del atrio de la nueva catedral (sobre la actual avenida 5 de Mayo), el teatro inició su construcción en 1910 siendo inaugurado en 1913.
En 1904 el clero zamorano mando construir lo que sería el Palacio Episcopal de la Diócesis de Zamora Michoacán (hoy Palacio Federal de Zamora), construyéndose sobre la antigua Calle Real o Calle del Calvario (hoy Calle Hidalgo) esquina con la Calle Colon. Siendo un edificio de estilo ecléctico que fue concluido en 1911. En 1907 el Ayuntamiento de Zamora mando construir el Mercado Morelos de Zamora, un mercado techado con el fin de modernizar y ordenar la venta de productos en el centro de la ciudad, se edificó frente al costado sur de la actual catedral, inaugurándose en 1913.
En 1910 la ciudad tenía 15 mil habitantes, ese mismo año estalló en el país la guerra de la Revolución mexicana. En 1913 la ciudad de Zamora sufrió saqueos por la guerra. En 1914 el Palacio Episcopal fue confiscado por tropas revolucionarias y nunca más regresó a la iglesia. Asimismo en 1914 la construcción de la nueva catedral (hoy Santuario Guadalupano) quedó suspendida y en 1916 fue un bien intervenido por el gobierno federal.

### El Centro histórico en la época delsigloXX
Después de la Revolución Mexicana en 1921 la población de Zamora se redujo a 13 863 habitantes. De 1926 a 1929 durante el gobierno del Presidente Plutarco Elías Calles surgió la Guerra Cristera en el país, la ciudad de Zamora tuvo una participación trascendente en el movimiento junto con otras poblaciones de la región Occidente de México y sufrió los embates del conflicto por lo que en ese lapso de tiempo no hubo cambios ni crecimiento palpable en su urbanismo.
A partir de la década de los años 30 durante el gobierno del Presidente Lázaro Cárdenas del Río periodo 1934 – 1940, la ciudad restableció su situación económica en la agricultura y comercio. A finales de la década de los 30 Zamora quedó mejor comunicada al forma parte de la carretera federal N.º 15 Ciudad de México-Toluca-Morelia-Guadalajara. Esto originó el crecimiento notable en la ciudad más allá de los límites del centro histórico. En 1940 Zamora tenía 15,115 habitantes. Entre 1930 y 1940 se construyó un moderno hotel en la ciudad, el Hotel Fénix edificado en los estilos art déco y art nouveau, ubicándose en los entonces límites del centro entre las Calles Corregidora Oriente y la Calle Morelos Sur.
Asimismo en ese periodo ocurrió la canalización del Río Duero (Michoacán), reubicándose del centro de la ciudad para evitar las inundaciones y mejorar la distribución del riego en el Valle de Zamora. En 1953 el Congreso de Michoacán nombra a la ciudad “Zamora de Hidalgo” en homenaje a Miguel Hidalgo y Costilla. En 1966 el club de leones de Zamora donó al ayuntamiento la Biblioteca pública fray Manuel Martínez de Navarrete. En 1988 la obra de la nueva catedral (hoy Santuario Guadalupano) fue devuelta a la iglesia para que continuara su construcción.

### El Centro histórico en elsigloXXI
En el año 2006 se edificó junto al atrio del Santuario Guadalupano el centro cultural denominado Centro Regional de las Artes de Michoacán el cual presenta en su arquitectura un diseño modernista y de grandes dimensiones. Como parte de esta obra también se restauró y remodeló el contiguo Teatro Obrero de Zamora.
En el año 2008 al cumplirse 110 años del inicio de la construcción del Santuario Guadalupano se concluyó finalmente esta obra considerada hasta entonces inconclusa. Ya se han terminado las obras del recinto en sus elementos esenciales como lo es el interior, y la terminación de las torres, la colocación de los 4 vitrales que faltaban en los arcos ojivales del segundo cuerpo de la fachada principal los cuales tienen como temática las 4 Apariciones de la Virgen de Guadalupe, sin embargo a la fecha solo faltan algunas obras como la balaustrada (balaustre) de cantera que remata el exterior, la colocación de las esculturas de los Apóstoles en los 12 nichos de la fachada principal, una amplia cubierta de lámina en su techo entre otras obras.
En el año 2009 se inauguró la iluminación escénica exterior del Santuario Guadalupano, las obras corrieron a cargo de la empresa que ha iluminado la Torre Eiffel de París. El Santuario Guadalupano es el primer edificio histórico en la ciudad al que se coloca este sistema como parte del proyecto denominado “Zamora Ciudad Luz” que contempla la iluminación escénica de los principales sitios y monumentos con fin turístico y cultural. Actualmente entre otros inmuebles se contemplan gradualmente iluminar el Teatro Obrero de Zamora, el Templo de San Francisco, el Palacio Federal de Zamora, y la actual catedral.

## Arquitectura

### Principales estilos arquitectónicos
Los principales estilos arquitectónicos que tienes presencia en las edificaciones históricas de Zamora de Hidalgo son los desarrollados durante el siglo XIX y principios del siglo XX, encontrándose mayoritariamente en los inmuebles civiles y religiosos testimonios de la arquitectura neoclásica y arquitectura ecléctica, así como representativos recintos religiosos en arquitectura neogótica y estilo neorrománico. También se conservan algunos inmuebles que presentan la arquitectura del Barroco del siglo XVIII; y en estilo art déco y art nouveau del siglo XX.
Por otra parte el centro de la ciudad ha sufrido varias alteraciones desde la segunda mitad del siglo XX al derruirse o modificase inmuebles construyéndose en estilos contemporáneos, por lo que dentro del centro se encuentran algunos inmuebles con influencias de los estilos funcionalista, tardomoderno, y posmoderno que presentan poca calidad en la factura y contrastan el panorama urbano.

#### Estilos ecléctico y neoclásico en el centro histórico
En el estilo de la arquitectura neoclásica y arquitectura ecléctica, se encuentran la mayoría de los inmuebles históricos como lo son las propiedades concebidas como casas habitación y con fin comercial como la antigua Casona de Antonio Pardo de estilo neoclásico, edificios públicos como el Teatro Obrero de Zamora de estilo neoclásico, el Mercado Morelos de Zamora de estilo ecléctico con elementos neoclásicos, el Palacio Federal de Zamora (antiguo Palacio Episcopal) de estilo ecléctico con elementos neoclásicos y neorrománicos. Templos neoclásicos son la catedral que en su origen fue una parroquia en estilo barroco remodelada integralmente, así como los templos de San Francisco de Asís, el Santuario del Señor de la Salud (antiguo Templo del Calvario), entre otros.

#### Estilo neogótico en el centro histórico
En el estilo de la arquitectura neogótica se encuentran tres inmuebles de gran valor artístico: El Santuario Guadalupano, el Templo Expiatorio del Sagrado Corazón de Jesús y el Templo de San Juan Diego (antiguo santuario guadalupano de la ciudad). Por otra parte en estilo neorrománico se encuentra el Templo del Carmen.
El estilo neogótico es un replanteamiento de la arquitectura gótica surgida en Europa durante la Edad Media. El neogótico se desarrolló notablemente durante la segunda mitad del siglo XIX y principios del siglo XX en la arquitectura religiosa en el mundo, sin embargo en México solo existen pocos testimonios en este estilo ya que la mayoría de la arquitectura religiosa histórica del país data de la época colonial española donde imperó el barroco, además del estilo neoclásico en años posteriores.
- Relevancia del Santuario Guadalupano como testimonio de la arquitectura neogótica

En México el Santuario Guadalupano de Zamora de Hidalgo es el templo neogótico de mayores dimensiones construido en este estilo, además de ser el recinto religioso más grande del país (contando todos los estilos) tanto en altura como en superficie.
Asimismo en México el Santuario Guadalupano es un testimonio que presenta la mayoría de los elementos arquitectónicos y constructivos del modelo neogótico, al ser un recinto destinado en un origen para ser una gran catedral, presenta planta basilical con 5 naves (dos destinadas para albergar capillas), transepto, ábside, crucero, bóvedas de crucería, fachada tripartita con grandes puertas ojivales, dos torres gemelas de 107,5 m de altura, aguja sobre la bóveda del crucero entre otros aspectos.
Junto al Santuario Guadalupano otros testimonios representativos del neogótico construidos en México son el Templo Expiatorio de Guadalajara Jalisco, El Templo Expiatorio de León, Guanajuato, el Templo de Fátima de Zacatecas así mismo las agujas de las torres de la Catedral de Guadalajara, la torre de la Parroquia de San Miguel Arcángel en San Miguel de Allende Guanajuato, entre otras.
Sin embargo en el continente americano si destacan varios recintos en el estilo neogótico donde el Santuario Guadalupano comparte características similares, siendo incluso algunos templos de mayor superficie y altura. En Estados Unidos se encuentran la Catedral de San Patricio de Nueva York, Catedral Nacional de Washington, Catedral Santuario de Guadalupe de Dallas, Texas, Catedral de la Santa Cruz de Boston, Catedral de Cristo Rey de Atlanta, Catedral del Santo Nombre de Chicago, Catedral Basílica de la Inmaculada Concepción de Denver, Catedral de San Juan el Bautista (Savannah) entre otras. En Argentina la Basílica de Nuestra Señora de Luján, y sobresale la Catedral de La Plata que es la iglesia más alta de América con sus 112 metros de altura. En Chile la Basílica de Nuestra Señora del Perpetuo Socorro, En Ecuador la Basílica del Voto Nacional, y Catedral Metropolitana de Guayaquil. En Brasil la Catedral Metropolitana de São Paulo y en Colombia la Catedral de Manizales entre otras. La existencia de varios testimonios del neogótico en el continente americano en el siglo XIX demuestra un periodo constructivo en el que la iglesia levantó grandes templos después de los edificados en las etapas históricas de colonización, en donde buscaba además reposicionarse.

## Delimitación
Actualmente no existe una delimitación oficial de zona de sitios y monumentos en Zamora de Hidalgo, sin embargo el área del centro histórico de la ciudad está delimitado propiamente por lo que es la Colonia Centro y sus inmediaciones, que es donde actualmente se conservan los sitios históricos que datan principalmente del siglo XIX y la primera década del siglo XX, además de ser el perímetro que representa la zona de la fundación de la ciudad.
Los principales inmuebles históricos de Zamora de Hidalgo se encuentran generalizando dentro el perímetro e inmediaciones que conforman las siguientes calles: al norte la Avenida Juárez, al oeste la Avenida Madero, al este la Avenida 5 de Mayo, y al sur la Calle Corregidora Oriente.

### Principales áreas de monumentos
A continuación se señalan las áreas del centro histórico donde se ubican los sitios y monumentos más representativos que se conservan en la actualidad.
- Plaza principal e inmediaciones

Esta área comprende la parte central de la ciudad donde se encuentra la Plaza de Armas la cual fue la base para la traza urbana de la población. La Plaza de Armas es una plaza cuadrangular ajardinada, en su centro se ubica un kiosco de herrería y es alternado a sus costados por dos fuentes de cantera. Las calles alrededor de la plaza fueron cerradas al tráfico vehicular adoquinándose en cantera para convertirse en un andador peatonal.
Al lado oriente de la plaza se ubica la actual catedral de estilo neoclásico, que antiguamente antes de convertirse en sede catedralicia era la parroquia principal de la población. La plaza antiguamente estaba rodeada por edificios con portales, de los cuales solo se conservan algunos con arcos de medio punto, y a un lateral de la catedral un portal con arcos ojivales. A sí mismo a un costado de la plaza se encuentra el edificio que alberga el Palacio Municipal de Zamora de factura contemporánea.
Fuera del perímetro de la plaza, pero frente al costado sur de la catedral, se ubica una plazoleta con una fuente octagonal, donde se encuentra un histórico mercado techado, el Mercado Morelos de Zamora de estilo ecléctico, que actualmente funciona como mercado de dulces.
- Calle Morelos

Esta calle delimita el costado poniente de la plaza principal o Plaza de Armas. En gran parte de la vialidad se encuentran residencias que datan de finales del siglo XIX y la primera década del siglo XX, las cuales son testimonio del estilo ecléctico y neoclásico de influencia afrancesada que se desarrolló en esa época. Al sur de la Calle Morelos en la cuadra entre las calles Corregidora y Guerrero se ubica la Biblioteca Pública Fray Manuel Martínez de Navarrete donada por el Club de Leones de Zamora.
Continuando en dirección norte en la esquina de las calles Morelos y Amado Nervo (contra esquina de la plaza principal) se ubica la Casona Antonio Pardo de estilo neoclásico. Continuando más hacia el norte de la Calle Morelos se encuentra el Templo Expiatorio del Sagrado Corazón de Jesús de estilo neogótico, el cual presenta al centro de su fachada tripartita una torre inconclusa.
Finalmente topando al norte de la Calle Morelos se ubica la Plaza de los Tecos que fue en la época colonial el centro de un barrio independiente de Zamora fundado por los frailes franciscanos, quienes construyeron un templo en el sitio que más tarde fue derruido.
- Avenida Madero

Continuando en la misma dirección se ubica en la esquina de la Calle Madero cruce con la calle Colón el Templo de la Purísima de estilo neoclásico.
Vialidad ubicada paralelamente al poniente de la Calle Morelos, es una de las vialidades principales que atraviesan el centro de la ciudad, en su extremo norte comunica con la salida a Guadalajara Jalisco y a La Piedad (municipio), en su extremo sur comunica con Jacona de Plancarte y la salida a Los Reyes de Salgado.
Entre los sitios históricos se encuentran al sur de la avenida, el histórico Hotel y Posada Fénix de estilo art déco y art nouveau ubicado en una manzana entre las calles Corregidora, Morelos, Madero y Leonardo Castellanos. Parte de la Calle Leonardo Castellanos que cruza perpendicularmente a la Avenida Madero era el cauce del Río Duero (Michoacán) que fue reubicado construyéndose un nuevo canal más al sur de la ciudad para evitar las inundaciones.
En la intersección de estas calles se encontraba un histórico puente que cruzaba el río y que marcaba el inicio de lo que es al sur la continuación de la Avenida Madero: la actual Calzada Zamora-Jacona que comunica con la vecina ciudad de Jacona de Plancarte. La calzada cuenta con un camellón en su parte central para el recorrido peatonal y áreas ajardinadas, antiguamente esta calzada era la vía por donde transitaba un sistema de tranvía implementado a finales del siglo XIX.
- Avenida Hidalgo e inmediaciones

Vialidad que inicia en su extremo sur, a un costado de la actual catedral. La Avenida Hidalgo antiguamente en la época colonial se conocía como la Calle Real de Zamora o Calle del Calvario, en el siglo XIX fue una primordial vialidad en la ciudad donde se edificaron importantes inmuebles.
A una cuadra de la catedral sobre la Avenida Hidalgo se ubica una plazoleta donde se encuentran dos templos juntos: el Templo de San Francisco de Asís de estilo neoclásico, y a un costado el Templo de Juan Diego o también conocido como Templo del Padre Pro que antiguamente funcionó como Santuario Guadalupano, este templo es de estilo neogótico y presenta sobre su acceso ojival una torre inconclusa. A un costado de estos templos se encuentra la Calle Cázares que comunica al oriente con el Santuario Guadalupano.
Continuado la cuadra en el cruce de Hidalgo y Calle Colón se ubica el edificio del Palacio Federal de Zamora antiguamente Palacio Episcopal, el cual es de estilo ecléctico-neoclásico, de influencia afrancesada, el recinto actualmente alberga oficinas del gobierno federal. A lo largo de la Avenida Hidalgo se encuentran varias casas de estilo ecléctico-neoclásico. Finalmente al extremo norte de la Avenida Hidalgo se encuentra rematando la vialidad el Templo Santuario del Señor de la Salud (Antiguo Templo del Calvario), el cual es de estilo neoclásico y desde la antigüedad a servido como punto de la tradicional procesión de Semana Santa que se realiza en Zamora.
- Avenida 5 de Mayo:

Es una vialidad que limita al oriente la zona histórica de la ciudad. Se encuentra paralela a dos cuadras de la Avenida Hidalgo. La Avenida 5 de Mayo presenta netamente un aspecto contemporáneo que data de finales del siglo XX y solo conserva algunos inmuebles históricos, sin embargo estos son los más representativos y relevantes de la ciudad.
Presidiendo la avenida se encuentra sobre una amplia explanada que sirve de atrio el Santuario Guadalupano recinto de proporciones monumentales en estilo neogótico, es el templo con las torres más altas del país y uno de los 15 templos más grandes del mundo. A una cuadra al norte del santuario se ubica el Templo de San José que tuvo una renovación modernista en el siglo XX.
Mientras que al sur sobre la misma avenida, a un costado del atrio del Santuario Guadalupano, en el cruce entre las calles Avenida 5 de Mayo y Justo Sierra se ubica el Teatro Obrero de Zamora un teatro de ópera con interior en disposición de herradura, de estilo neoclásico, construido a inicios del siglo XX. Por otra parte justamente sobre la Calle Justo Sierra que divide el teatro y el atrio del santuario se edificó el Centro Regional de las Artes de Michoacán un centro cultural de diseño moderno conformado por una enorme estructura horizontal de acero, construido en el siglo XXI.

## Listado de sitios y monumentos históricos representativos
A continuación se enlistan los principales sitios y monumentos históricos de Zamora de Hidalgo señalado los años de su construcción (inicio, terminación), estilo arquitectónico, arquitecto que diseño, y ubicación entre otros datos.

### Iglesias
- Santuario Guadalupano: Inició su construcción en 1898, terminó en 2008, de estilo neogótico, obra del arquitecto Jesús Hernández Segura. Ubicado en Avenida 5 de Mayo esquina con la Calle Melchor Ocampo.

- Catedral: el actual templo tuvo varias obras de construcción entre 1840 y 1862, las torres se concluyeron en 1879, es de estilo ecléctico neoclásico, obra iniciada por el arquitecto Nicolás Luna y concluida por el arquitecto Francisco Eduardo Tresguerras. Se ubica en la calle Ignacio Allende frente a la plaza principal de la ciudad.

- Templo Expiatorio del Sagrado Corazón de Jesús: Inició su construcción en 1892, la obra se suspendió y continuó en varias ocasiones, su fachada actualmente presenta una torre inconclusa. De estilo neogótico es obra del arquitecto Jesús Hernández Segura. Ubicado en la Avenida Morelos.

- Templo de San Juan Diego: (antiguo Santuario Guadalupano) Inició su construcción en 1894 y terminó en 1896, de estilo neogótico, obra del arquitecto Jesús Hernández Segura. El espacio que hoy ocupa el templo es una parte de lo constituyó la sacristía de la capilla de San Antonio que integraba el convento de San Francisco de Asís. Ubicado en la Avenida Hidalgo.

- Templo de San Francisco de Asís: Construido en 1791 en estilo barroco, padeció un incendio en 1863, la decoración es de 1906. A raíz de remodelaciones presenta el estilo neoclásico. Ubicado en la Avenida Hidalgo.

- Santuario del Señor de la Salud (Templo del Calvario): Se construyó en 1640 en estilo barroco en el entonces Barrio de San Francisco de los Tecos al norte del centro de Zamora. Fue catedral provisional en los años de 1831 a 1839. A raíz de una remodelación presenta el estilo neoclásico. Ubicado al norte de la avenida Hidalgo.

- Templo de la Purísima: Inició su construcción en 1851, de 1904 es la decoración interior, presenta el estilo neoclásico. Ubicado en la calle Madero cruce con Colón.

- Templo del Carmen: Inició su construcción en 1908. En 1918 es nombrado parroquia. Es de estilo neorrománico. Ubicada en la Avenida J.M. Pino Suárez.

- Templo de San José: inició su construcción en 1880 en estilo neoclásico, en 1914 la obra fue abandonada, de 1931 a 1942 el edificio se rento como establo para vacas, en 1931 un temblor derruyo la fachada. En 1951 se retomaron las obras de construcción y en 1960 se consagró el templo. Presenta el estilo neoclásico y elementos de arquitectura modernista de mediados del siglo XX. Ubicado en la Avenida 5 de Mayo.

- Templo de la Virgen de los Dolores:

### Recintos públicos y privados
- Palacio Federal de Zamora: (Antiguo Palacio Episcopal) inició su construcción en 1904 y concluyó en 1911. De estilo ecléctico neoclásico. Ubicado en la Avenida Hidalgo.
- Teatro Obrero de Zamora: inició su construcción en 1910 concluyéndose en 1913. De estilo ecléctico neoclásico, fue diseñado por José Dolores Sánchez y edificado por el arquitecto Jesús Hernández Segura. Se ubica en la Avenida 5 de Mayo.
- Mercado Morelos de Zamora: inició su construcción en 1907, siendo concluido en 1913, es de estilo ecléctico neoclásico. Se ubica en una plaza al costado sur de la actual catedral entre las calles Guerrero y Corregidora.
- Hospital Civil: (ex Convento de Religiosas Nazarenas) data del siglo XIX, es de estilo neoclásico. En 1875 el gobierno lo destinó para albergar oficinas públicas y después de estar algún tiempo desocupado se estableció el Hospital Civil.
- Instituto Cázares (parte del antiguo ex convento de San Francisco] de estilo neoclásico, ubicado en la calle Cázares.
- Antigua Cárcel: solo se conservan unos arcos ojivales que conformaban el portal de arquería de la fachada del inmueble. Se ubica en la calle Allende Sur a un costado del Mercado Morelos.

- Plaza de Armas: 
  - Portal Amado Nervo:
  - Portal Morelos:
  - Portal Allende:

- Hotel y Posada Fénix: construido alrededor de 1930 a 1940, presenta los estilos art déco y art nouveau.

### Casonas
- Casona de Antonio Pardo: de estilo neoclásico, se ubica en el cruce de las calles Morelos y Amado Nervo.
- Casona Ramos:
- Casa de Sixto Verduzco:
- Casa Hidalgo: modesta vivienda que en 1810 hospedo a Miguel Hidalgo y Costilla en su paso por la ciudad cuando se dirigía a Guadalajara Jalisco. En su fachada presenta una placa conmemorativa en mármol señalado el hecho.
- Casa García:
- Casa de Manuel Martínez de Navarrete:
- Notaría de los Leones:

### Otros sitios históricos fuera de la zona centro
- Antigua Estación del Ferrocarril de Zamora:
- Calzada Zamora-Jacona: data de finales del siglo XIX, funcionó como la principal vialidad para comunicar las vecinas poblaciones de Zamora de Hidalgo y Jacona de Plancarte. Un sistema de tranvía tránsito por la ruta. Actualmente la calzada presenta un camellón peatonal de aspecto contemporáneo. 
  - Puente de la Calzada Zamora-Jacona: este puente cruzaba en el siglo XIX el río Duero, el cauce del río fue reubicado en el siglo XX. El puente en su época funcional tuvo cuatro modificaciones, de 1886 data su aspecto actual. Se conservan 4 columnas de cantera que señalaban la entonces entrada a Zamora.
- Exhacienda de Los Espinos:

## Patrimonio arquitectónico perdido
El Centro histórico de Zamora de Hidalgo sufrió la pérdida de parte de su patrimonio arquitectónico principalmente en las últimas décadas del siglo XX, para dar paso a nuevas construcciones con fin comercial o de nuevas viviendas. Algunas otras edificaciones se perdieron por causas naturales (temblores) y otras fueron demolidas por situaciones políticas.
Algunos de los inmuebles más representativos que actualmente no se conservan en el centro histórico son:
- Casonas alrededor de la plaza principal: varios de los inmuebles de estilo neoclásico y ecléctico, edificados en cantera y que prestaban portal de arquería fueron demolidos para la edificación de comercios.

- Antiguo Templo de San José: el actual templo de San José localizado en la avenida 5 de Mayo anteriormente tenía una monumental fachada neoclásica con gruesas y altas columnas y frontón triangular, (similar al estilo del templo de San José Iturbide Guanajuato, o el templo de Las Teresitas en Querétaro entre otros). Gran parte del templo de San José se derrumbó en un temblor ocurrido a principios del siglo XX, siendo reconstruido en su aspecto como se observa hoy en día de tipo contemporáneo.

- Antiguo Seminario de Zamora: anteriormente el edificio del Seminario Mayor de la Diócesis de Zamora Michoacán era un antiguo inmueble de estilo neoclásico, realizado en cantera, el Obispo José María Cázares y Martínez lo había ampliado con tres patios. Fue un importante centro de enseñanza que se destacó por formar a personajes sobresalientes como San Rafael Guízar y Valencia, el Arzobispo de Chihuahua Antonio Guízar y Valencia, el escritor y poeta Amado Nervo, el Obispo de Tabasco Leonardo Castellanos Castellanos, el fundador de dos órdenes religiosas José Ochoa Gutiérrez, los Hermanos Méndez Plancarte, el diplomático Alfonso García Robles, el Arzobispo de Siniti Luis Mena Arroyo, el Cardenal Javier Lozano Barragán entre otros. El antiguo inmueble fue confiscado por el gobierno y demolido para dar paso a la construcción de una escuela pública.

- Antiguo Asilo: inmueble que se localizaba a un costado del Templo del Calvario.